# Parmelia
Parmelia ist die größte Gattung der Blattflechten mit zwischen 50 und 1322 Arten weltweit.

## Beschreibung
Parmelia ist in sich uneinheitlich, und es wird versucht, sie in kleinere Gattungen aufzuteilen. Allgemein akzeptiert ist die Abtrennung der Gattungen Cetrelia, Hypogymnia, Menegazzia und Pseudevernia. Die genannten Gattungen sind aber schwer vom Laien zu unterscheiden. Verwechslungen mit weiteren Gattungen sind ebenfalls möglich. Die Schwierigkeit bei der Beschreibung der Gattung wird durch die Tatsache gekennzeichnet, dass in zumindest europäischen Bestimmungsschlüsseln (von z. B. Jahns) Parmelia übrig bleibt, nachdem alle anderen Blattflechten auf Grund besonderer Merkmale ausgesondert wurden.
Im Allgemeinen hat Parmelia eine dunklere Unterseite mit Rhizinen, an denen die Flechte am Substrat befestigt ist. Die Oberseite kann grau, gelb oder braun sein, oft mit Verbreitungsorganen. Diese können Apothecien, Isidien oder Sorale sein. Zwischen Ober- und Unterseite befindet sich die Medulla, die den Algenpartner der Flechte beherbergt.

## Vorkommen
Parmelia-Arten kommen weltweit vor, von der Arktis bis zur Antarktis, aber mit Schwerpunkt im gemäßigten Klima.
125 Arten sind vom Indischen Subkontinent beschrieben worden.

## Arten (Auswahl)
- Parmelia acetabulum
- Parmelia caperata
- Parmelia saxatilis
- Parmelia sulcata
- Parmelia taractica
- Parmelia tiliacea